# گوگرد مونونیترید
مونونیترید گوگرد (به انگلیسی: Sulfur mononitride) یک ترکیب معدنی با فرمول شیمیایی SN است. این گونه معادل گوگردی برای رادیکال نیتریک اکسید (NO) است. این مولکول می‌تواند از طریق ایجاد تخلیه الکتریکی در مخلوط ترکیبات نیتروژن و گوگرد و همچنین واکنش نیتروژن با بخار گوگرد تولید شود. الکترونهای ظرفیتی این ترکیب با الکترون‌های ظرفیت مولکول نیتریک اکسید مطابقت دارند. در فضای بیرونی، این ترکیب برای اولین بار در ابر مولکولی ساگیتاریوس ب۲ کشف شد. پس از آن در ابرهای تاریک و سرد دنباله‌دار کما مشاهده شد.